# La Sortie est au Fond de l'Espace
La sortie est au fond de l’espace este un roman științifico-fantastic din 1956 scris de autorul francez Jacques Sternberg. A apărut prima oară la editura Denoël.

## Povestea
Microbii, aflați în degajările marilor combinate industriale, proliferează. Ei părăsesc planeta Pământ și cuceresc spațiul cosmic.
Romanul este o satiră și un manifest împotriva poluării.